# Rudi Van der Paal
Rudi Van der Paal (Berchem, 2 oktober 1925 - 19 oktober 2010) was een Vlaams projectontwikkelaar en medeoprichter en secretaris van de Volksunie. Hij stond bekend als financier van de Vlaamse Beweging.

## Biografie
Na de Tweede Wereldoorlog bekende Van der Paal zich tot het Vlaams-nationalisme en nam hij deel aan initiatieven die deze stroming nieuw leven wilden inblazen. In 1946 was hij een van de stichters van de volksdansgroep De Trompe. 
In 1949 was hij medestichter van de Volksculturele Gemeenschap, een vereniging die niet lang bestond. In de jaren 1950 was hij actief als secretaris van het Grammensfonds (1950-1954), secretaris van de Antwerpse afdelingen van het Algemeen-Nederlands Verbond (ANV) en van het Erasmusgenootschap, beheerder van het Algemeen Nederlands Zangverbond (ANZ) (1952-1954), secretaris van het tweede Paascongres der Vlaamse Jongeren (april 1951) en was hij de belangrijkste initiatiefnemer voor de Vlaams-nationale landdag in het Antwerpse Sportpaleis in september 1953.
In 1954 behoorde hij tot de initiatiefnemers van de Christelijke Vlaamse Volksunie met het oog op de parlementsverkiezingen. Vervolgens nam hij deel aan de stichting van de Volksunie. Van deze partij was hij algemeen secretaris (1954-1957), algemeen propagandaleider (1957-1961) en algemeen organisatieleider (1954-1969). Van 1954 tot 1970 was hij lid van het hoofdbestuur en van het dagelijks bestuur van de partij. In 1961 nam hij het initiatief voor de Contactclub, die maandelijks debatavonden organiseerde in Antwerpen. Hij was later, in 1980, medestichter van de Antwerpse Vlaams-Nationale Debatclub.
Hij had de reputatie een belangrijk fondsenwerver en financier te zijn, eerst voor de Volksunie, later voor het Vlaams Blok en de N-VA. Hij had de reputatie voorkeur te hebben voor het Vlaams Blok, maar was nooit actief betrokken bij deze partij.
Hoewel hij zich vele jaren buiten de publieke belangstelling hield, kwam hij in 2007 nog eens op het voorplan in de nepnieuwsuitzending Bye Bye Belgium gemaakt door de RTBF.

## Vastgoed
Beroepshalve werd Van der Paal projectontwikkelaar en makelaar in immobiliën. Hij specialiseerde zich in verkoop in Spanje en op Sardinië. Hij werd zelfs 'de koning van Sardinië' genoemd. Ook zijn zoon, Erik Van der Paal, is actief in het vastgoed.
Het liep verkeerd met de investeringen en hij werd in 1970 voor de correctionele rechtbank gebracht op beschuldiging van verduistering en oplichting. Hij werd bij verstek tot 5 jaar cel veroordeeld, maar werd later vrijgesproken. Gelet op zijn prominente positie bij de Volksunie werd zijn zakelijke ondergang breed behandeld in de media.